# Доходный дом Е. К. Калиновской
Доходный дом Е. К. Калиновской — здание в Москве (4-я Тверская-Ямская улица, дом 5). Доходный дом был построен в 1911 году по проекту архитектора Э. К. Нирнзее в стиле позднего модерна. Его фасад украшен майоликовым наличником, выполненным по рисунку А. Я. Головина. Здание имеет статус объекта культурного наследия регионального значения.

## Архитектура и оформление

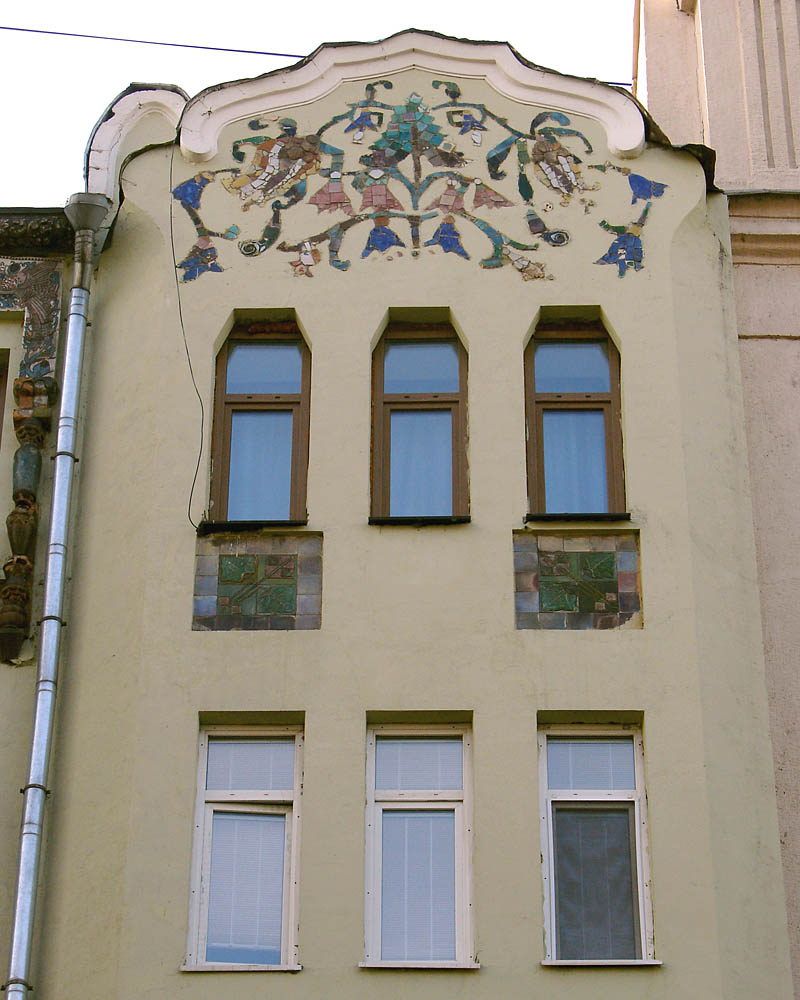
Элементы декора

Дом имеет пять этажей и один подъезд. Его фасад асимметричен из-за различных по форме эркеров и аттиков. Последний этаж дома украшен керамическими наличниками с растительными мотивами и птицами. Керамические детали были изготовлены по рисунку А. Я. Головина в Абрамцевской гончарной мастерской, принадлежавшей предпринимателю и меценату Савве Мамонтову. Небольшой наличник с лебедями лучше всего различим с Садово-Триумфального сквера. Аттик декорирован вкраплениями керамических элементов в штукатурку. В простенках между окнами имеются вставки из гладкой цветной плитки. В оформлении здания заметен отход архитектора от тем эпохи символизма, а в оформлении интерьеров уже видны неоклассические мотивы.
Согласно первоначальному проекту Э. К. Нирнзее, на каждом этаже должно было размещаться по две квартиры. Полуподвал, частично перекрытый сводами Монье, должен был сообщаться с соседним домом. Сейчас в здании семь жилых квартир.
Первоначально в правой части дома находилась широкая арка, ведущая во двор. Её заложили в 1990-х годах. В советское время к подъезду с внешней стороны пристроили лифтовую шахту, из-за чего были утрачены окна лестничной клетки. В постсоветское время на одном из майоликовых панно под окном был установлен кондиционер, его шланг был врезан в керамический орнамент.
В марте 2019 года здание было признано объектом культурного наследия.

## Разное
С 1915 г. в подвале дома работали: театр-кабаре «Летучая мышь» Н.Балиева; цыганский театр «Ромэн»; театр-студия Ф.Каверина и другие. На крыше дома помещался зимний съемочный павильон кинофирмы «Товарищество В.Венгеров и В.Гардин». Дом связан с именами М.Булгакова, К.Паустовского, Ю.Бурлюка, В.Маяковского и других.